# Сельское поселение «Шилко-Заводское»
Се́льское поселе́ние «Шилко-Заводское» — муниципальное образование в Сретенском районе Забайкальского края Российской Федерации.
Административный центр — село Шилкинский Завод.

## История
Статус и границы сельского поселения установлены Законом Читинской области от 19 мая 2004 года «Об установлении границ, наименований вновь образованных муниципальных образований и наделении их статусом сельского, городского поселения в Читинской области».

## Население
| 2010 | 2011 | 2012 | 2013 | 2014 | 2015 | 2016 |
| ---- | ---- | ---- | ---- | ---- | ---- | ---- |
| 428  | ↘425 | ↘410 | ↘400 | ↘381 | ↘376 | ↘366 |
| 2017 | 2018 | 2019 | 2020 | 2021 |      |      |
| ↘352 | ↘346 | ↘342 | ↘328 | ↘247 |      |      |

## Состав сельского поселения
| № | Населённый пункт | Тип населённого пункта       | Население |
| - | ---------------- | ---------------------------- | --------- |
| 1 | Старолончаково   | село                         | ↘128      |
| 2 | Шилкинский Завод | село, административный центр | ↘193      |